# Negligência salutar
A negligência salutar foi uma política de "abandono" – pouca interferência – adotada pelo rei da Inglaterra quando as Treze Colônias queriam a independência. Já que essas colônias não ofereciam riquezas à Inglaterra, para atender a seus interesses mercantilistas, como ouro e prata, a Coroa Inglesa deu autonomia administrativa aos colonos. Eles passaram a "autogovernar-se" (contudo, não se tornaram independentes) e administrar os próprios impostos (Self Government).
Essas preocupações mercantilistas eram idênticas às dos outros europeus na época, como o metalismo e a balança comercial favorável.
Esse descaso fez com que ingleses que estavam desempregados tivessem oportunidade de crescimento do outro lado do Atlântico. Essas pessoas eram, em maioria, protestantes calvinistas que visavam a liberdade religiosa e camponeses que perderam o direito de trabalhar por causa dos cercamentos.
A Política de Negligência Salutar dava certa liberdade aos colonos, tanto economicamente quanto politicamente. Assim, constituíram-se as primeiras pequenas propriedades familiares. Essa política foi adotada pela Inglaterra no início do século XVII.